# Kinderrehabilitation
Als Kinderrehabilitation werden im Sozialgesetzbuch VI (SGB VI, § 15a) Maßnahmen zur medizinischen Rehabilitation für Kindern und Jugendliche bezeichnet.
Da Leistungen zur Kinderrehabilitation üblicherweise für Kinder- und Jugendliche im Alter von 0 bis 18 Jahren und unter Umständen auch für junge Erwachsene bis zur Vollendung des 27. Lebensjahres finanziert werden, spricht man auch von Kinder- und Jugendrehabilitation, kurz Kinder- und Jugendreha.

## Zielgruppen
Kinder- und Jugendrehabilitation wird insbesondere für chronisch Kranke angeboten. Zu den häufigen Indikationen gehören chronische Erkrankungen der Atemwege (z. B. Asthma bronchiale), Neurodermitis, Adipositas, Diabetes mellitus, Erkrankungen des Muskel- und Skelettsystems, Sprachentwicklungsstörungen sowie Störungen aus dem psychiatrisch-psychosomatischen Formenkreis (z. B. ADHS).

## Rehabilitationsleistungen
Zu den Rehabilitationsleistungen gehören medizinische, schulische, berufsfördernde und bei Bedarf soziale Leistungen, um die Betroffenen im Umgang mit ihrer Erkrankung zu schulen.
Neben der medizinischen fachärztlichen Behandlung können zu den Reha-Maßnahmen u. a. auch Sport-, Bewegungs-, Physio- und Ergotherapie, Logopädie, heilpädagogische Maßnahmen wie Musik-, Kunst-, Tanz- oder Reittherapie, psychosoziale Betreuung und -beratung, Patienten- bzw. Elternschulung, Ernährungsberatung und Verhaltenstraining gehören.
Eine Rehabilitationsleistung dauert in der Regel vier Wochen, kann aber aus medizinischen Gründen verlängert werden. Rehabilitationsleistungen im psychosomatischen Bereich oder bei Adipositas können auch bis zu 6 Wochen umfassen. Die Kinder- und Jugendrehabilitation kann stationär, ganztägig-ambulant oder ambulant erfolgen. Aktuell ist es jedoch so, dass es bisher bundesweit nur wenig ambulante Angebote gibt.

## Begleitpersonen bei der Kinder- und Jugendreha
In der Kinderrehabilitation, d. h. bis zur Vollendung des 12. Lebensjahres, kann eine Begleitperson ohne medizinische Begründung mit aufgenommen werden. In der Regel wird ein Elternteil als gesunde Begleitperson aufgenommen. Es kann aber auch eine andere Person sein, die zu den wichtigen Bezugspersonen des zu rehabilitierenden Kindes gehört. Ein Wechsel der Begleitperson oder eine zeitweise Begleitung des Kindes (regelhaft eine Woche zur Eingewöhnung) ist ebenfalls möglich.
In der Jugendrehabilitation im Alter zwischen 12 und 18 Jahren werden in der Regel keine Begleitpersonen stationär aufgenommen.
Die zeitgleiche Rehabilitation von Geschwistern und/oder Eltern kann bei entsprechender Notwendigkeit in derselben Rehabilitationsklinik durchgeführt werden, sofern diese über Angebote für Kinder und Erwachsene verfügt.

## Junge-Erwachsenen-Rehabilitation
Für junge Erwachsene bis zur Vollendung des 27. Lebensjahres gibt es Rehabilitationskliniken, die speziell über Behandlungsangebote für diese Altersgruppe verfügen, um den Anforderungen ders Übergangs ins Erwachsenenleben gerecht zu werden.

## Familienorientierte Rehabilitation (FOR)
Als FOR bezeichnet man eine Rehabilitationsleistung für ein schwer chronisch erkranktes Kind, das von seiner Familie begleitet wird. Behandlungsziele sind die Verringerung der physischen sowie psychischen Funktionsstörungen des Kindes und gleichzeitig die Behandlung der aus der kindlichen Krankheit resultierenden psychosozialen Probleme innerhalb der Familie. Voraussetzungen für die Kostenübernahme eine FOR sind eine erhebliche Beeinträchtigung der Alltagsaktivitäten der Familie durch die schwere chronische Erkrankung (insbesondere bei bösartige Neubildungen) und dass die Mitaufnahme der Familienmitglieder maßgeblich zum Rehabilitationserfolg des erkrankten Kindes beiträgt. Bei den Familienmitgliedern muss keine eigene Rehabilitationsbedürftigkeit vorliegen.